# 창부일색
"창부일색"은 1990년에 개봉한 대한민국의 영화이다.

## 캐스팅
- 이대근 : 취발이 역
- 방희 : 정화 역
- 이강조 : 꺽쇠 역
- 김연경 : 연지 역
- 김범기 : 진식 역
- 김하림 : 애꾸 역
- 남포동 : 칠성이 역
- 신유정 : 월선 역
- 김기종 : 임진사 역
- 전숙 : 마님 역
- 조학자 : 노마님 역
- 문미봉 : 계주 역
- 박예숙 : 방물장수 역
- 이경려 : 마름 역
- 서지영 : 삼월 역
- 박용팔 : 상두꾼 역
- 최춘자 : 며느리 역
- 오숙혜 : 침모 역
- 김창규
- 김영미
- 임해림 : 소장수 1 역
- 박용호 : 소장수 2 역
- 석인수 : 계원 1 역
- 김경란 : 계원 2 역
- 김미진 : 계원 3 역
- 유하식 : 투전꾼 1 역
- 이혜성 : 투전꾼 2 역
- 김대영 : 투전꾼 3 역
- 황종형 : 투전꾼 4 역
- 박계순 : 남사당패 역
- 김재원 : 남사당패 역
- 박용태 : 남사당패 역
- 김용래 : 남사당패 역
- 최종식 : 남사당패 역
- 정미숙 : 남사당패 역
- 김응학 : 남사당패 역
- 이봉교 : 남사당패 역
- 김태진 : 남사당패 역
- 박준섭 : 남사당패 역
- 이동훈 : 남사당패 역
- 강두석 : 남사당패 역
- 장정혜 : 남사당패 역